# Championnat de Bonaire de football 2017-2018
Navigation
Saison précédente Saison suivante
La saison 2017-2018 du Championnat de Bonaire de football est la sixième édition du Kampionato, le championnat de première division à Bonaire. Les neuf équipes de l'île sont regroupées au sein d’une poule unique où elles s’affrontent au cours de plusieurs phases, avec des qualifications successives, jusqu'à la finale nationale. Du fait du faible nombre de formations, il n'y a qu'une seule division et aucun système de promotion-relégation en fin de saison.
C'est le Real Rincon, tenant du titre, qui est à nouveau sacré cette saison après avoir battu le SV Juventus en finale. Il s’agit du onzième titre de champion de Bonaire de l’histoire du club.

## Les clubs participants
- SV Juventus
- Real Rincon
- SV Uruguay
- SV Estrellas
- SV Vespo
- Atlétiko Flamingo
- SV Vitesse
- Atlétiko Terra Kora
- Arriba Perú

## Compétition
Le barème utilisé pour établir le classement est le suivant :
- Victoire : 3 points
- Match nul : 1 point
- Défaite : 0 point

### Saison régulière
| Rang | Équipe             | Pts | J  | G  | N | P  | Bp | Bc | Diff |
| ---- | ------------------ | --- | -- | -- | - | -- | -- | -- | ---- |
| 1    | Real RinconT       | 43  | 16 | 14 | 1 | 1  | 57 | 17 | +40  |
| 2    | Atlétiko Flamingo  | 34  | 16 | 11 | 1 | 4  | 49 | 21 | +28  |
| 3    | SV Vespo           | 34  | 16 | 11 | 1 | 4  | 46 | 19 | +27  |
| 4    | SV Estrellas       | 30  | 16 | 9  | 3 | 4  | 38 | 23 | +15  |
| 5    | SV Juventus        | 22  | 16 | 7  | 1 | 8  | 28 | 33 | -5   |
| 6    | Atlétiko Tera Kora | 19  | 16 | 5  | 4 | 7  | 27 | 26 | +1   |
| 7    | SV Vitesse         | 17  | 16 | 5  | 2 | 9  | 22 | 39 | -17  |
| 8    | ASCD Arriba Perú   | 7   | 16 | 2  | 1 | 13 | 11 | 48 | -37  |
| 9    | SV Uruguay         | 3   | 16 | 1  | 0 | 15 | 16 | 68 | -52  |

|  | Qualification pour le Buelta di 6 |
|  | T : Tenant du titre               |

### Buelta di 6
| Rang | Équipe             | Pts | J | G | N | P | Bp | Bc | Diff |  | Résultats (▼ dom., ► ext.) | Rea | Est | Ves | Juv | AFl | ATK |
| ---- | ------------------ | --- | - | - | - | - | -- | -- | ---- |  | -------------------------- | --- | --- | --- | --- | --- | --- |
| 1    | Real RinconT       | 15  | 5 | 5 | 0 | 0 | 13 | 4  | +9   |  | Real RinconT               |     | 1-0 | 2-1 |     | 5-2 | 2-1 |
| 2    | SV Estrellas       | 7   | 5 | 2 | 1 | 2 | 6  | 4  | +2   |  | SV Estrellas               |     |     |     |     | 0-1 |     |
| 3    | SV Vespo           | 6   | 5 | 1 | 3 | 1 | 7  | 5  | +2   |  | SV Vespo                   |     | 0-0 |     | 3-3 | 0-0 | 3-0 |
| 4    | SV Juventus        | 5   | 5 | 1 | 2 | 2 | 7  | 10 | -3   |  | SV Juventus                | 0-3 | 1-2 |     |     | 1-1 | 2-1 |
| 5    | Atlétiko Flamingo  | 5   | 5 | 1 | 2 | 2 | 4  | 7  | -3   |  | Atlétiko Flamingo          |     |     |     |     |     |     |
| 6    | Atlétiko Tera Kora | 3   | 5 | 1 | 0 | 4 | 4  | 11 | -7   |  | Atlétiko Tera Kora         |     | 1-4 |     |     | 1-0 |     |

|  | Qualification pour le Buelta di 4 |
|  | T : Tenant du titre               |

### Buelta di 4
| Rang | Équipe       | Pts | J | G | N | P | Bp | Bc | Diff |  | Résultats (▼ dom., ► ext.) | Juv | Rea | Ves | Est |
| ---- | ------------ | --- | - | - | - | - | -- | -- | ---- |  | -------------------------- | --- | --- | --- | --- |
| 1    | SV Juventus  | 9   | 3 | 3 | 0 | 0 | 6  | 2  | +4   |  | SV Juventus                |     |     |     | 1-0 |
| 2    | Real RinconT | 6   | 3 | 2 | 0 | 1 | 3  | 3  | 0    |  | Real RinconT               | 0-2 |     | 2-1 |     |
| 3    | SV Vespo     | 3   | 3 | 1 | 0 | 2 | 6  | 7  | -1   |  | SV Vespo                   | 2-3 |     |     |     |
| 4    | SV Estrellas | 0   | 3 | 0 | 0 | 3 | 2  | 5  | -3   |  | SV Estrellas               |     | 0-1 | 2-3 |     |

|  | Qualification pour la finale nationale |

### Finale nationale
| 26 août 2018 | Real Rincon     | 1 - 1 | SV Juventus |  |  |
|              |                 |       |             |  |  |
|              | Tirs au but 5-4 |       |             |  |  |

## Bilan de la saison
| Championnat de Bonaire de football 2017-2018        |                         |
| Champion                                            | Real Rincon (11e titre) |
| Qualifications continentales                        |                         |
| Championnat des clubs caribéens de la CONCACAF 2019 | Real Rincon             |
| Promotions et relégations                           |                         |
| Promus en Kampionato                                | Aucun                   |
| Relégués                                            | Aucun                   |